# Reza Goodary
Reza Goodary (in persiano رضا گودری‎; Teheran, 14 dicembre 1988) è un artista marziale misto iraniano. È il primo iraniano a combattere in sei discipline di Karate, Muay Thai, Jiu-Jitsu brasiliano, Barnacle Boxing, Grappling e Arti marziali miste e ha registrato 299 combattimenti professionistici.